# Cobra Spell
Cobra Spell est un groupe néerlandais de heavy metal, originaire de Tilbourg, signé au label Napalm Records.

## Histoire
Le groupe est formé en 2019 à Tilbourg, par la guitariste Sonia Anubis qui a auparavant joué avec le groupe de suisse de heavy metal Burning Witches, et deux ans avec le groupe brésilien Crypta. Cobra Spell commence avec un certain nombre d'hommes dans les rangs, mais est désormais un groupe composé entièrement de femmes.
En pleine pandémie de Covid-19, le groupe sort son premier EP, Love Venom. En 2022, le groupe sort son deuxième EP Anthems of the Night, avant de signer un contrat de distribution intenrationale avec le label discographique autrichien Napalm Records, et y sortir son premier album 666 en 2023, qui est remarqué par la presse spécialisée,. Ils sortent la même année le single  S.E.X.,.

## Discographie

### Album studio
- 2023 : 666

### Singles
- 2020 : Poison Bite
- 2022 : Addicted to the Night
- 2023 : S.E.X.

### EP
- 2020 : Love Venom
- 2022 : Anthems of the Night